# Amazonides nigra
Amazonides nigra är en fjärilsart som beskrevs av Emilio Berio 1962. Amazonides nigra ingår i släktet Amazonides och familjen nattflyn. Inga underarter finns listade i Catalogue of Life.